# Wolfgang Fellner

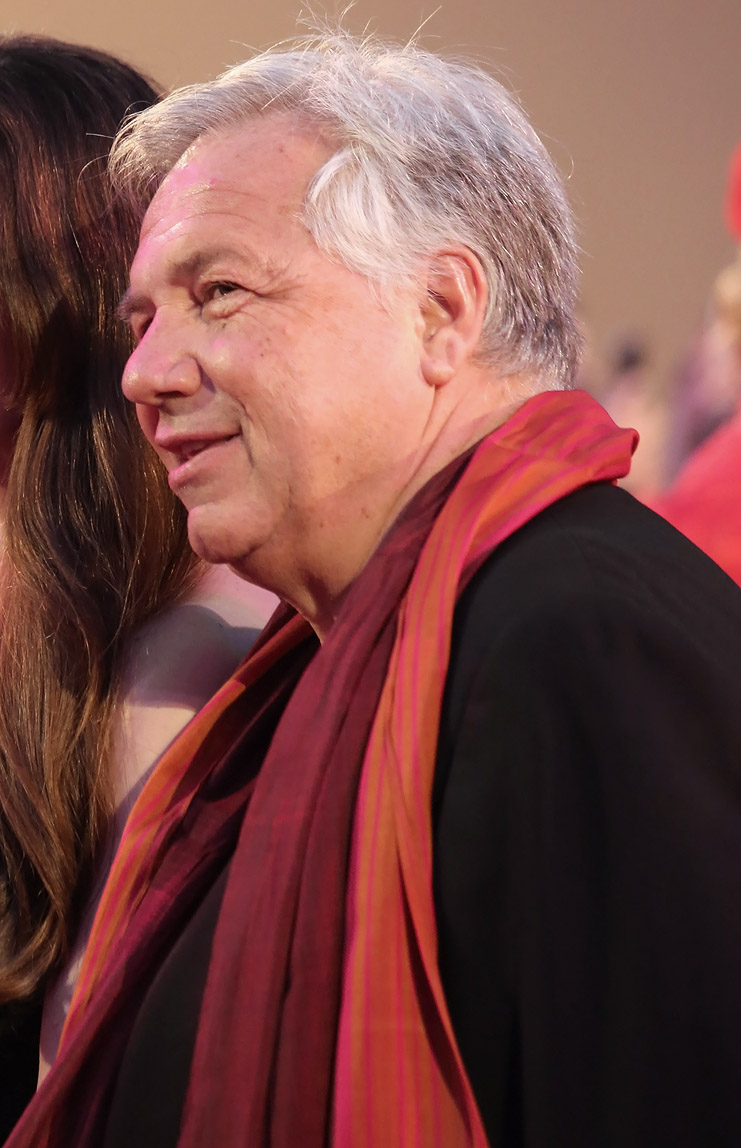
Wolfgang Fellner (2013)

Wolfgang Fellner (* 13. Oktober 1954 in Wien) ist ein österreichischer Journalist und Medienunternehmer. Sein Wirken ist wegen mangelnder journalistischer Standards, wiederkehrend sexistischen Verhaltens gegenüber Mitarbeiterinnen sowie seiner Verwicklung in die ÖVP-Korruptionsaffäre umstritten.

## Karriere

### Rennbahn-Express
Wolfgang Fellner, der Sohn des Salzburger Historikers Fritz Fellner, gründete 1968 gemeinsam mit Karl Vilsecker und seinem jüngeren Bruder Helmuth Fellner im Bundesrealgymnasium Salzburg den als Schülerzeitung gedachten Rennbahn-Express (der Name leitet sich von der dortigen Rennbahnstraße ab). Mit einfachsten Mitteln hergestellt, wurde das Jugendmagazin bald in ganz Salzburg an die Schulen geliefert und nach einigen Jahren in ganz Österreich gelesen. 1988 verkaufte er das Magazin an den Tageszeitungsverlag Kurier, seit 2000 gehört es zur ORAC-Verlagsgruppe, die inzwischen wieder mit Fellners Unternehmen fusioniert ist. Der Rennbahn-Express erschien bis 2013 unter dem Namen Xpress.

### Basta
1983 folgte die nächste Zeitschriftengründung der Gebrüder Fellner, das monatlich erscheinende Polit-Magazin Basta, das dem deutschen Stern nachempfunden war. Auch Basta wurde 1988 an den Kurier verkauft. Fellner war daraufhin ein Jahr in der Geschäftsführung des Kurier tätig, mit dem Ziel, Basta wöchentlich erscheinen zu lassen. Nachdem die Kurier-Gruppe an den deutschen Konzern WAZ verkauft worden war, wurden die dahin gehenden Pläne fallengelassen, und Fellner verließ den Kurier.

### News
1990 verbrachte Fellner ein sogenanntes Studienjahr in den USA, in dem er führende Tageszeitungen und Magazine besuchte und dabei ein Konzept für ein österreichisches Printmedium entwickelte. Es wurde im Jahr 1992 als eines der ersten deutschsprachigen Magazine vorgestellt, dessen Layout vollständig am Computer hergestellt worden war. Die Startauflage von NEWS betrug 70.000 Exemplare, und es wurde ein kommerzieller Erfolg mit jährlich steigenden Verkaufszahlen. Anfänglich als Polit-Magazin gedacht, entwickelte es sich zu einer Info-Illustrierten. 2004 hatte NEWS laut österreichischer Media-Analyse (MA) eine Reichweite von 1.077.000 Lesern.

### Die NEWS-Gruppe
Wolfgang und Helmuth Fellner gründeten weitere Magazine, die heute alle zur NEWS-Gruppe – Österreichs größtem Zeitschriftenverlag – zählen. In Layout, Schreibstil und Marketingstrategie ähneln sie allesamt dem größten Blatt des Hauses, NEWS:
- 1995 die TV-Illustrierte TV-MediaTV-Media (2004 laut MA 779.000 Leser)
- 1998 das als Nachrichtenmagazin konzipierte Format (inzwischen Wirtschaftsmagazin, 225.000 Leser),
- 2000 das Computer- und Internetmagazin e-media (437.000 Leser)
- 2001 das Frauenmagazin woman (540.000 Leser).

Man fusionierte 2001 mit der Profil- und der ORAC-Gruppe zur größten Zeitschriftengruppe Österreichs. Schließlich kaufte sich im selben Jahr die Mediaprint beim NEWS-Verlag ein, die mit Kronen Zeitung und Kurier die stärkste Tageszeitungsgruppe Österreichs ist.

### TageszeitungÖsterreich
Im Jänner 2005 bestätigte Fellner das Gerücht um eine neue Tageszeitung, indem er ein Projektteam vorstellte. Unter dem Namen Österreich startete das Blatt mit einer Auflage von 250.000 (bis zu 600.000 am Wochenende) am 1. September 2006. Als Herausgeber fungieren Fellner selbst, seine Ex-Frau Uschi Fellner und Werner Schima. Projektbetreiber war der langjährige Fellner-Vertraute Gert Edlinger, der von ihm dafür von der Styria Media Group im Jahr 2004 zurück geworben worden war. Edlinger und Fellner trennten sich nach schweren Differenzen im Winter 2008. Im Jänner 2015 kehrte Edlinger in das Management der Verlagsgruppe News (jetzt unter der Führung von Horst Pirker) zurück.
Mit dem Tageszeitungsprojekt haben sich erstmals die Interessenlagen des Verleger-Brüderpaares getrennt. Die Tageszeitung gehört Wolfgang Fellner allein, weitere Medienbeteiligungen, unter anderem 17,9 % an der Verlagsgruppe News sowie mehrere Privatradio-Lizenzen, werden seit 2005 ausschließlich von Helmuth Fellner bzw. dessen Stiftungen gehalten.
Vor dem Marktstart wurde Österreich ein Erfolg im Tageszeitungsmarkt zugetraut, der jedoch hinter den Erwartungen zurückblieb. Die etablierten Kronenzeitung, Kurier und Kleine Zeitung verfügen über einen Abonnenten-Anteil von weit über 70 % und stellen daher eine erhebliche Markteintrittsbarriere dar, weswegen Fellner im Gegensatz zu seinen Magazingründungen, die häufig neue Marktsegmente erschlossen haben, im etablierten Geschäft mir den Tageszeitungen hartem Konkurrenzkampf ausgesetzt ist. Die kolportierten 60 Mio. Anfangskredit mussten verdoppelt werden. Da der Großteil der Auflage durch Gratisverteilungen erzielt wird, hat Österreich keinen Anspruch auf Presseförderung.

### Antenne Österreich
Unter der Dachmarke Antenne Österreich betreibt die Familie Fellner mehrere Radiosender in Österreich: ein gleichnamiger Digitalsender sowie Antenne Salzburg und Antenne Tirol.
Das 1997 als Schwestersender gegründete Antenne Wien firmierte ab 2013 als Radio Ö24 und ist mittlerweile in Radio Austria aufgegangen. Ehemals existierte mit Antenne Wels ein weiterer Sender, dessen Gestaltung und Bespielung von Salzburg aus übernommen wurde. Die Sendergruppe übernahm ab den 2000er-Jahren weitere Sendefrequenzen, etwa in St. Pölten und Osttirol. Auf der Grundlage dieser Frequenzen wurde 2019 der bundesweite Sender Radio Austria geschaffen.

### Radio Austria
Unter dem Namen Radio Austria startete die Familie Fellner am österreichischen Nationalfeiertag, dem 26. Oktober 2019, den zweiten privaten österreichweiten Rundfunksender. Der neue Sender übernahm die UKW-Frequenzen von Radio Ö24 und einige von Antenne Salzburg. Wolfgang Fellner selbst übernahm wechselweise die Moderation der Morgenshow.

### TV-Kanal oe24.tv
Seit dem 26. September 2016 ist der Fernsehsender oe24.tv on air. Es handelt sich um den ersten 24-Stunden-News-Kanal in Österreich – der direkte Konkurrent Puls 24 startete 2019. Der Sender kann über Internet (YouTube und eigene Homepage), Kabel, Satellit und terrestrisch über DVB-T2 empfangen werden. Wolfgang Fellner ist in mehreren Formaten zu sehen, am prominentesten in der Diskussionssendung Fellner! LIVE, wo er die Moderation übernimmt. Diese haben fast täglich prominente Studiogäste wie Ex-Politiker, aber auch profilierte Diskutanten aus Medien, Wirtschaft, Society und Sport. Die auch bei anderen Fellner-Medien involvierten Personen wie sein Sohn Niki treten hier ebenfalls vor die Kamera.
Im Mai 2021 kündigte Wolfgang Fellner im Zuge von Belästigungsvorwürfen an, vorerst die Moderation der Talk-Show abzugeben. Beobachter vermuteten, er wolle damit einem Boykott durch Politikerinnen der großen Parteien zuvorkommen. Einen Monat später moderierte Fellner erstmals wieder eine Sendung auf oe24.tv.

## Kritik

### „Fellnerismus“ (oder „Fellnerei“)
Schon nach der Gründung von NEWS war klar, dass Wolfgang und Helmuth Fellner mit bis dahin völlig neuen Methoden bei der Konzipierung von Medien und deren Verbreitung vorgingen. Jedes der ab dem Jahr 2000 gegründeten Magazine entstand aufgrund von zahlreichen Bedarfsumfragen und peniblen Marktstudien sowohl auf Leser- als auch auf Werbeseite. Diese Einstellung, bei der nicht mehr eine Idee, sondern die Machbarkeit im Vordergrund steht, wurde und wird oft kritisiert.
Fellners Magazine arbeiten vor allem in der Covergestaltung sehr oft entweder mit Fotomontagen oder mit Bildern leicht bekleideter Frauen. Längere Fließtexte werden kaum angeboten, dafür eine Vielzahl an Hit-Listen, Grafiken und Tabellen. Obwohl die wenigen anderen Magazine in Österreich, die nicht zu Fellners Gruppe gehören, viele dieser Tendenzen selbst übernommen haben, wird eine solche Machart gerne als unseriös bezeichnet.
Die Fellner-Publikationen zeichneten sich von Anfang an durch eine aggressive und vorher unkonventionelle Abonnement-Politik aus. So gab es bei NEWS erstmals die inzwischen gebräuchlichen Abo-Geschenke, wie etwa Computer oder Haushaltsgeräte, die der Leser bei Kauf eines Jahresabonnements sehr billig dazubekommt. So konnte die Leserzahl enorm gesteigert werden, und die Leser konnten so für mindestens ein Jahr an die Publikation gebunden werden.
Der Chefredakteur der Wiener Stadtzeitung Falter, Armin Thurnher, hat für die Beschreibung all dieser innovativen und umstrittenen Arbeitsweisen den Begriff „Fellnerismus“ geprägt, der seitdem von Kritikern gerne zur Beschreibung von unseriösem Journalismus und der Kommerzialisierung von Medieninhalten verwendet wird. Umgekehrt wird eingewendet, dass die Fellner-Zeitungsgründungen in den 90er Jahren in Österreich geschafft haben, was viele Verleger versuchen: Sie haben neue Jobs in der Verlagsgruppe News geschaffen und den Gesamtabsatz von Magazinen in Österreich binnen eines Jahrzehnts mehr als verdoppelt. Auch das Zeitungsprojekt Österreich hat neue Medienjobs geschaffen. Das Tageszeitungsprojekt wurde allerdings nicht wie erwartet vom Markt angenommen, sondern lebt aus Reichweiten-Gesichtspunkten primär von seinem Gratis-Pendant oe24.

### „Inseratenumkehr“
Ein weiteres Charakteristikum der Fellner-Publikationen ist der Zuschnitt eines redaktionellen Umfeldes auf bestimmte Inserate, beispielsweise in Form von Themen-Specials. Diese erscheinen als Beilagen oder eigene Abschnitte in den Publikationen, verknüpft mit sehr vielen themenbezogenen Inseraten. Von Kritikern wird seit jeher behauptet, die Werber und nicht die Redaktion seien die Initiatoren für solche Spezial-Beilagen, es käme also zu einer medienethisch nicht vertretbaren Vermischung von redaktionellem und bezahltem Medieninhalt. Der ehemalige Nationalratsabgeordnete und Herausgeber von Zackzack.at Peter Pilz bezeichnete diese Praxis als „Inseratenumkehr“, indem auf bestimmte Inserate ein redaktionelles Umfeld zugeschnitten wird. Der
österreichische Presserat hat die Mediengruppe Österreich für diese Anzeigenpolitik mehrmals gerügt.
Das Konzept der „Themenumfelder“, die in Sonderbeilagen geschaffen werden, um themenaffine Inserate zu akquirieren, wurde von Fellners Sohn Niki, der seit 2022 einer der Geschäftsführer der Mediengruppe Österreich ist, gegenüber dem Nachrichtenmagazin Profil bestätigt.

### Beeinflussung von Berichterstattung durch Inserate aus der Politik
Im Zuge des von der ÖVP initiierten parlamentarischen Untersuchungsausschusses zum „rot-blauen Machtmissbrauch“ unter SPÖ und FPÖ wurden im März 2024 Chats bekannt, aus denen ersichtlich wurde, wie Fellner politischer Invention im Bezug auf mediale Inhalte nachkam. In der FPÖ nahm man während der Zeit der Regierungsbeteiligung an der Bundesregierung Kurz I unter anderem Anstoß daran, dass der 2007 von der FPÖ zum BZÖ gewechselte Ewald Stadler in Fellner-Medien eine Plattform eingeräumt bekam, was man unter Androhung keine Inserate mehr in Fellner Medien zu schalten zu verhindern versuchte.
In einer FPÖ-internen Chatgruppe schrieb Heinz-Christian Strache, damalige FPÖ-Vizekanzler:
"Und wenn er (Fellner, Anm.) dann wieder vorstellig werden sollte, sollten wir ihm klarmachen, dass wir ihn nicht mit Inseraten füttern, damit er permanent vorbestrafte FPÖ-Hasser (Stadler, Anm.) einlädt und gegen uns anschreibt."
"Bitte weiter bei Fellner schalten. Wir haben es geklärt! Er kommt uns entgegen!"
Stadler wurde von Fellner daraufhin durch den ehemaligen FPÖ-Politiker Andreas Mölzer ersetzt.

Fellner schrieb in Chats an Strache:
"Ich habe Ihnen auf Ihren Wunsch zugesagt, dass ich Stadler durch Mölzer ersetze, und das auch sofort umgesetzt – aber das geht natürlich nur, wenn er da ist."
Zu einer Beschwerde Straches über unliebsame Berichterstattung antwortete Fellner:
Habe sofort veranlasst "dass die Story offline genommen wird. Das nenne ich Kooperation."

### Big Brother Award 2011
Am 25. Oktober 2011 wurde Wolfgang Fellner der österreichische Big Brother Award 2011 in der Kategorie „Kommunikation und Marketing“ verliehen. Diesen Datenschutz-Negativpreis erhielt der Herausgeber der Gratiszeitung Österreich für die Schlagzeile Das ist der Inzest-Opa, die Verletzung der Unschuldsvermutung und die „mediale Hinrichtung“ eines 80-Jährigen, der zu Unrecht des Inzests beschuldigt worden war.

### Belästigungsvorwürfe

#### Raphaela Scharf
Ende Mai 2019 wurde Fellner von der oe24-Moderatorin Raphaela Scharf öffentlich der sexuellen Belästigung beschuldigt. Scharf wurde daraufhin fristlos entlassen. In Folge kam es zu zahlreichen juristischen Auseinandersetzungen. Fellner klagte gegen Scharf auf Unterlassung dieser Behauptung, wohingegen Scharf vor dem Arbeitsgericht gegen ihre Kündigung klagte.
Medial publik wurden die Belästigungsvorwürfe erstmals im März 2021 im Zusammenhang mit einer Gerichtsverhandlung, wobei Fellner in der Berichterstattung nur als „Wiener Medienmanager“ bezeichnet wurde. Ende April veröffentlichte die deutsche Zeit als erstes die Namen der Beteiligten. In Folge erhob nach Raphaela Scharf – und Katia Wagner (siehe nächsten Abschnitt) – auch die Journalistin Angela Alexa öffentlich Belästigungsvorwürfe gegen Fellner.
Die Klage auf Unterlassung der Behauptung, dass Fellner Scharf sexuell belästigt hätte, wurde im Oktober 2021 abgewiesen; das ist inzwischen rechtskräftig. Das Gericht hielt beide für gleich glaubwürdig. Eine sexuelle Belästigung durch Fellner konnte von Scharf nicht bewiesen werden. Im Oktober 2023 untersuchte das ZDF den Fall in einer Dokumentation.

#### Katia Wagner
Nach medialen Äußerungen Fellners, dass im Zuge der ihm vorgeworfenen sexuellen Belästigung bestimmte Behauptungen von Katia Wagner frei erfunden wären, klagte diese. Wagner konnte dem Gericht einen Tonmitschnitt aus ihrem Smartphone vorlegen. Fellner bezeichnete diese ohne sein Wissen angefertigten Aufnahme als illegal. Er musste folgenden Widerruf in der Tageszeitung Der Standard veröffentlichen:

„WIDERRUF. Im Mai 2021 hat „Der Standard“ berichtet, dass ich zu Katia Wagner geäußert hatte,
- dass ich sie lieben würde;
- ob ich in ihr Kleid „hinten reinschauen“ und es „einmal kurz aufzippen“ solle;
- dass es gut für sie wäre, hätte sie einen Mann wie mich an ihrer Seite;
- ich sie in Zukunft stärker in meinen „Schwitzkasten“ nehmen werde.

Ich hatte dazu behauptet, dass Katia Wagner diese meine Äußerungen frei erfunden hätte. Das widerrufe ich hiermit. Wolfgang Fellner“

Fellner wurde zudem wegen übler Nachrede vom Straflandesgericht Wien zu einer Geldstrafe von 120.000 Euro (30.000 unbedingt) verurteilt. Dieses Urteil wurde vom Oberlandesgericht Wien bestätigt.

#### Nora Kahn
Im Dezember 2022 wurden weitere schwere Belästigungsvorwürfe gegen Fellner bekannt. So soll er die damalige OE24-Moderatorin Nora Kahn wiederholt zu gemeinsamen Urlaubsaufenthalten gedrängt und sexuelle Anspielungen gemacht haben. Fellner sagte der Mitarbeiterin demnach bei einer Bootsfahrt unter anderem wörtlich:

„Du gehörst eh einmal ordentlich durchgebumst!“

#### Christoph Dichand als Arbeitgeber von Scharf und Wagner
Auch der Herausgeber und Chefredakteur der Kronen Zeitung, Christoph Dichand, war in diesem Zusammenhang mit einer Klage wegen übler Nachrede gegen Fellner-Medien erfolgreich, da von Fellner-Medien behauptet wurde, dass Dichand mit seiner Kronen Zeitung als Konkurrent der Fellner-Mediengruppe und gleichzeitig neuer Arbeitgeber von Raphaela Scharf und Katia Wagner hinter den Belästigungsvorwürfen gegen Fellner stehen würde.
Im Zuge der gerichtlichen Auseinandersetzungen zwischen Fellner und Scharf bzw. Wagner wurde bekannt, dass Scharf und Wagner von ihrem neuen Arbeitgeber, der Kronen Zeitung, finanzielle Unterstützung bei ihren medienrechtlichen Auseinandersetzungen mit Fellner erhielten.

### Verurteilung wegen übler Nachrede gegenüber Peter Pilz
Im September 2024 wurde Fellner auf Antrag von Peter Pilz vom Landesgericht für Strafsachen Wien wegen übler Nachrede zu einer Geldstrafe von 60.000 Euro (davon die Hälfte bedingt) verurteilt. Fellner hatte in einem von ihm geschriebenen Artikel den ehemaligen Nationalratsabgeordneten Pilz als "Radau-Abgeordneten" bezeichnet und ihm unterstellt, dass er mit Justizministerin Alma Zadić und einem Staatsanwalt, der ihm und Zadić angeblich illegal Akten ausgehändigt hätte, "partners in crime" wäre.

## Involvierung in ÖVP-Korruptionsaffäre

Rollenverteilung der Beschuldigten

Gemäß Presse vom 6. Oktober 2021 wird gegen die Gebrüder Wolfgang Fellner und Helmuth Fellner, die ehemalige Familienministerin und Meinungsforscherin Sophie Karmasin und die Meinungsforscherin Sabine Beinschab sowie die Mediengruppe Österreich wegen des Verdachts „von Geldflüssen gegen geschönte Umfragen“ ermittelt. Diese Umfragen sollen in der Zeit vor der Übernahme der Kanzlerschaft durch die ÖVP im Jahre 2017 in der Tageszeitung Österreich veröffentlicht worden sein.

## Privates
Mit seiner ersten Frau Uschi Fellner hat Wolfgang Fellner vier Kinder: Nikolaus (Niki), Jennifer, Desirée und Benedikt.
Sohn Niki ist in der Mediengruppe Österreich als Geschäftsführer und Moderator tätig. Er ist mit 62,5 % Eigentumsanteil Mehrheitseigentümer der Mediengruppe. Die verbleibenden 37,5 % hält seine Cousine Alexandra Fellner.
Tochter Jennifer Magin fungiert formal als Herausgeberin von Madonna, einer als Frauen-Zeitschrift positionierten, wöchentlich erscheinenden Gratis-Beilage der Zeitung Österreich sowie deren auflagenstärkeres Gratiszeitung-Pendant Oe24, ist als dreifache Mutter operativ jedoch nur Projekt-bezogen tätig.
Tochter Desirée ist als Digital-Chefredakteurin in der Mediengruppe Österreich tätig.
Am 29. August 2020 heiratete Wolfgang Fellner in zweiter Ehe eine Mitarbeiterin seiner Mediengruppe, Tamara Chambers, die seinen Familiennamen annahm.
Fellner besitzt Liegenschaften in der Himmelstraße in Wien-Döbling, in Kitzbühel, auf Ibiza und in Malibu. Sein ehemaliges Anwesen am Mondsee wurde 2022 im Zuge eines Schuldenschnittes der Mediengruppe Österreich für 10,5 Millionen Euro verkauft.

## Auszeichnungen
- 1995: Silbernes Ehrenzeichen für Verdienste um die Republik Österreich[50]
- 2011: Big Brother Award in der Kategorie Kommunikation und Marketing (Negativpreis)